# 大克雷姆斯地区阿尔布雷赫茨贝格
大克雷姆斯地区阿尔布雷赫茨贝格是奥地利下奥地利州克雷姆斯兰县的一个市镇。总面积28.72平方公里，总人口1085人，人口密度37.8人/平方公里（2005年）。